# Itueta

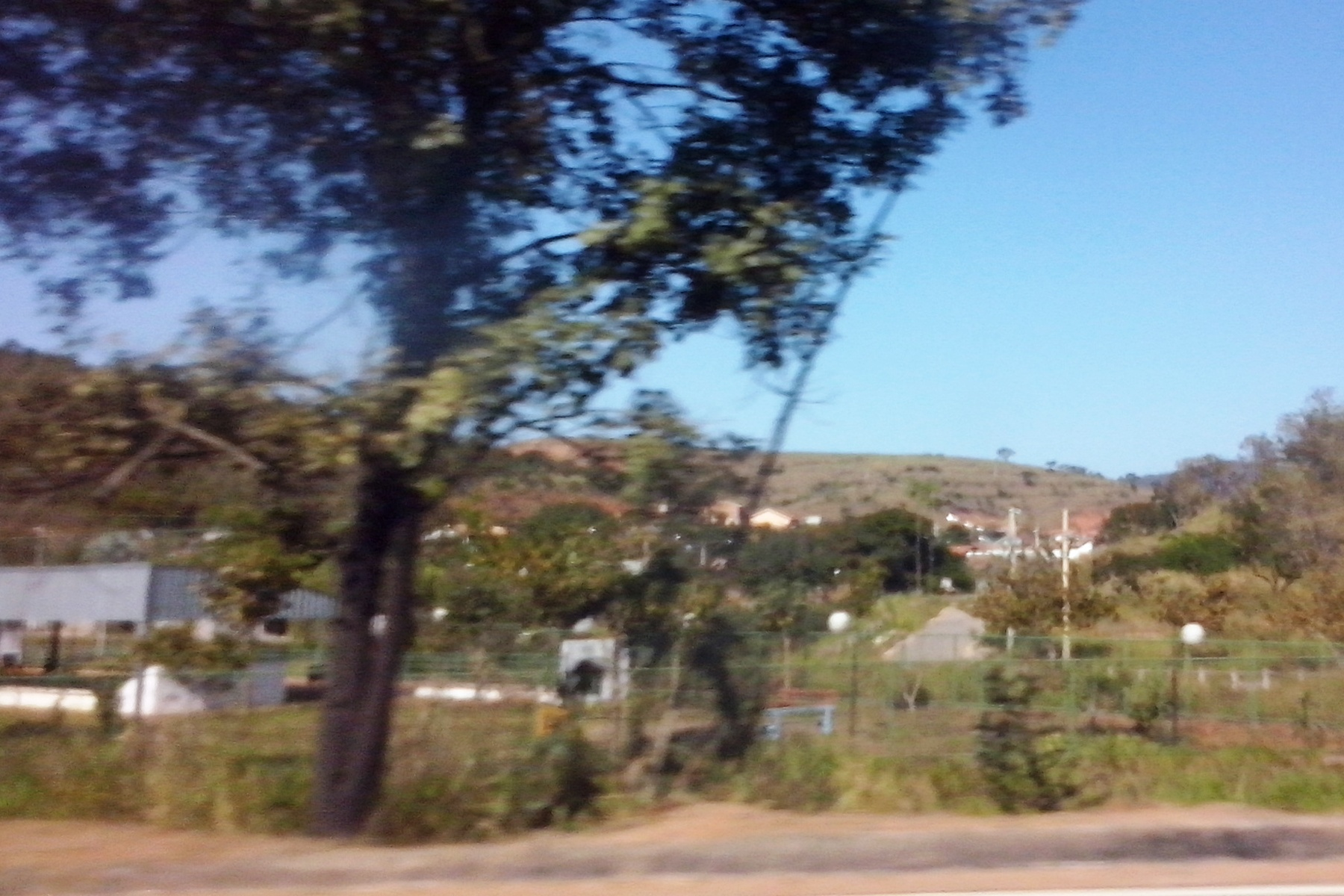
Entrada al municipio de Itueta.

Itueta es un pequeño municipio en el estado brasileño de Minas Gerais, ubicado en la región de Río Doce, Minas Gerais, en la Región Sudeste de Brasil. Se encuentra ubicado en el Valle del Río Doce y se ubica aproximadamente a 400 km al este de la capital del estado. Ocupa una superficie de 452,676 km², de los cuales 0,3 km² se encuentran en perímetro urbano, y su población en 2018 era de 6039 habitantes.
Tiene una temperatura media anual de 22,9 °C y la vegetación original del municipio está dominada por la mata atlántica. Con el 54 % de la población viviendo en áreas urbanas, en 2009 la ciudad contaba con seis establecimientos de salud. Su Índice de Desarrollo Humano (IDH) es de 0,635, lo que lo sitúa en la media del estado.
El poblamiento del municipio se inició a principios del siglo XX, con la llegada de colonos alemanes e italianos que se dedicaron a la agricultura, y luego a la tala de árboles, cuyas actividades se beneficiaron al construirse el Ferrocarril de Vitória a Minas (EFVM). En 1938 se creó el distrito de Itueta, que se emancipó el 27 de diciembre de 1948.
Durante la Segunda Guerra Mundial, se instalaron en la ciudad muchas familias de refugiados pomeranos.No obstante, en la década de 1950 la madera escaseó en la región, lo que provocó la disminución de la actividad maderera y con ello la pérdida de población.
En la década de 2000, el casco urbano de Itueta tuvo que ser reubicado, debido a la inundación del lugar como consecuencia de la formación del lago de la Central Hidroeléctrica de Aimorés. Esto generó algunos problemas en la población local, como la pérdida de referencias y dificultades en la interacción social. La nueva ciudad, sin embargo, fue completamente planificada y urbanizada, con servicios que antes no existían, como una planta de tratamiento de aguas residuales, un centro cultural, un museo, una terminal de autobuses y un acceso pavimentado a las ciudades vecinas por la BR-259. Además, las manifestaciones culturales, como la artesanía y la Fiesta de San Juan, patrón municipal, siguen presentes en la vida ituetana y se destacan a escala local.